# Harry-Brot

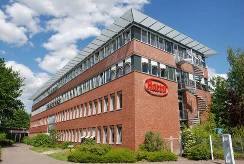
Unternehmenszentrale in Schenefeld

Die Harry-Brot GmbH ist eine Großbäckerei mit Sitz in Schenefeld bei Hamburg. Das seit 1688 bestehende Unternehmen befindet sich in zehnter Generation in Familienbesitz. Es betreibt zehn Produktionsstätten in Deutschland. 2021 erwirtschaftete es einen Umsatz von mehr als einer Milliarde Euro und ist damit deutschlandweit der größte Backwarenhersteller.

## Geschichte
Im Jahr 1688 eröffnete der aus Bremerhaven stammende Johan Hinrich Harie in Altona bei Hamburg eine kleine Bäckerei. Die Aufnahme in die Zunft erfolgte am 9. Mai 1688. Seine Söhne verwendeten für den Familiennamen bereits die Schreibweise Harry.
Die Bäckerei verblieb in Familienbesitz, in Altona gab es im Laufe der Zeit vier Geschäfte. Anfang des 18. Jahrhunderts heiratete in fünfter Generation ein Müller in die Familie ein.
Franz Andreas Harry erweiterte und modernisierte den Betrieb ab 1890 in siebter Generation und entwickelte ihn langsam hin zu einer Großbäckerei. Um 1900 wurde Schiffszwieback aus Harry-Produktion als Verpflegung der Hamburger Schiffslinien und der Marine verwendet. Johanna Harry, die Witwe Franz Andreas Harrys, führte das Geschäft 37 Jahre lang. 1929 expandierte Harry nach Hannover. Franz Harry, der Sohn von Johanna Harry, übernahm die Habag (Hannoversche Brotfabrik) als Harry-Habag. Die Backwaren wurden überregional mit Kutschwagen, später mit Autos verkauft. Während des Zweiten Weltkrieges wurden KZ-Häftlinge aus dem Konzentrationslager Hannover-Limmer, einem Außenlager des Konzentrationslagers Neuengamme bei Hamburg, zur Produktion sowie zu Enttrümmerungsarbeiten am Werksgebäude an der Blumenauer Straße in Hannover gezwungen.
1957 übernahm Marlies Harry (später Blohm-Harry) im Alter von 23 Jahren das Unternehmen in neunter Generation und führte es bis 1988. Unter ihrer Leitung erfolgte 1963 der Bau der Großbäckerei in Schenefeld, die Firmenzentrale zog von Hamburg ebenfalls nach Schleswig-Holstein. Fortan lag der Fokus stärker auf der Belieferung von Geschäften, es gab keine eigenen Filialen mehr. 1968 erfolgte eine Erweiterung des Standorts Hannover. Zum 300-jährigen Jubiläum 1988 entstand das rote Firmenlogo.
Nachdem in den 1970er Jahren das Geschäft in Nordrhein-Westfalen wuchs, wurde 1980 in Ratingen bei Düsseldorf eine weitere Großbäckerei gebaut. Ab den 1980er Jahren leitete Hans-Jochen Holthausen, Neffe von Marlies Blohm-Harry, das Unternehmen in zehnter Generation. Nach der Wende erfolgten mehrere Übernahmen und Neubauten von Produktionsstätten in Berlin (1990 von der Treuhand mit anschließender Modernisierung), Wiedemar bei Leipzig (1993), Schneverdingen (1995) und Osterweddingen bei Magdeburg (1999). Letztere diente insbesondere für die Produktion von Tiefkühlwaren, die durch den Start des Prebake-Sortiments notwendig wurde. Mit vorgebackenen und tiefgekühlten Produkten wurden ab 1997 Backstationen im Lebensmitteleinzelhandel beliefert. Weitere Tiefkühl-Bäckereien wurden 2005 in Troisdorf und 2008 in Soltau eröffnet.
2018 übergab Holthausen die Geschäftsführung. Während seiner Zeit an der Spitze des Unternehmens wuchs der Umsatz von 75 Millionen Euro auf über eine Milliarde Euro im Jahr 2018 (1.006 Mio. Euro).
2019 übernahm Harry-Brot den Standort Witten des insolventen Unternehmens Kronenbrot. Ende 2021 verkaufte Harry-Brot das 2002 gegründete Tochterunternehmen Back-Factory an die Schweizer Valora-Gruppe.

## Produkte
Harry-Brot produziert verschiedene Misch-, Vollkorn- und Toastbrote sowie Sandwiches und Brötchen zum Fertigbacken für Endverbraucher. Dazu kommen sogenannte Prebake-Produkte für Backstationen im Lebensmitteleinzelhandel, die vor Ort fertig gebacken werden.
Bei der Herstellung verzichtet Harry auf den Zusatz von Konservierungsmitteln, verwendet aber in manchen Produkten Emulgatoren. Um die frischen Produkte haltbar zu machen, werden sie teilweise pasteurisiert bzw. unter Reinraum-Atmosphäre verpackt.
Die Produkte von Harry-Brot erhielten mehrfach Branchenauszeichnungen wie beispielsweise den Goldenen Zuckerhut der Lebensmittel Zeitung, den Preis für das Produkt des Jahres der Fachzeitschrift Lebensmittel Praxis oder als Bestseller der Rundschau für den Lebensmittelhandel. Die DLG prämierte die Einhaltung der Qualitätsanforderungen in den Harry-Bäckereien nach Unternehmensangaben bereits mehr als dreißig Mal mit dem Bundesehrenpreis.

## Unternehmensstruktur und Standorte

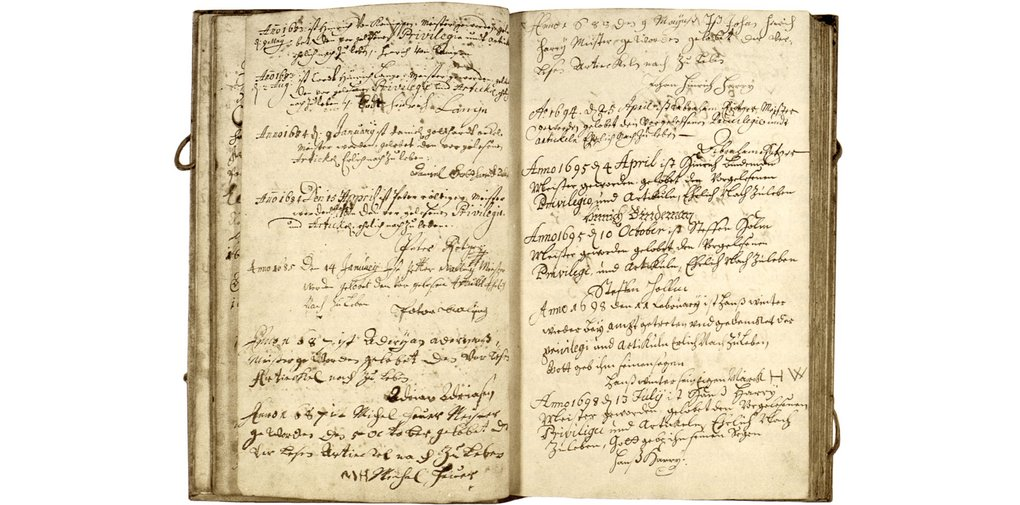
Eintrag Bäckerinnung aus dem 17. Jahrhundert

Die Harry-Brot GmbH produziert an zehn Standorten in Deutschland. Neben dem Hauptsitz in Schenefeld auch in den niedersächsischen Orten Hannover, Soltau und Schneverdingen, in Ratingen, Witten und Troisdorf (alle Nordrhein-Westfalen) sowie in Berlin, Magdeburg und Wiedemar (bei Leipzig).
Knapp 40 Vertriebsstellen gegliedert in fünf Regionen regeln den Vertrieb in Nord-, West- und Ostdeutschland. Zudem findet Exportgeschäft in die Länder Österreich, Schweiz, Italien, Dänemark und Frankreich statt. Nach eigenen Angaben werden täglich 11.500 Geschäfte und 10.000 Backstationen (Stand 2022) mit Lastwagen aus dem eigenen Fuhrpark beliefert.
Für den weltweiten Vertrieb von Tiefkühl-Backwaren für Großkunden und die Industrie ist das Tochterunternehmen Backshop Tiefkühl GmbH zuständig. Dafür wurde eigens ein Tiefkühllager in Halle (Saale) errichtet. Die Harry-Brot Export International GmbH wurde speziell für den Export in die Vereinigten Staaten gegründet. Seit 2019 existiert zudem die Wittener Bäckerei GmbH, die exklusiv für Harry-Brot in Witten produziert.
Eigentümer der Harry-Brot GmbH sind die Familien Holthausen und Blohm-Harry, Nachkommen des Gründers Harie. Thomas Blohm, Sohn der langjährigen Geschäftsführerin Marlies Blohm-Harry und Cousin von Hans-Jochen Holthausen, ist als Geschäftsführender Gesellschafter in zehnter Generation Teil der Geschäftsführung (zuständig für Personal), neben Jochen Eisenzapf (Finanzen und Controlling), Frank Kleiner (Marketing und Vertrieb) und Norbert Lötz (Produktion und Technik). Seit 2005 (489 Mio. Euro) verdoppelte sich der Umsatz mit stetigem Wachstum. In den Jahren 2018 (1.006 Mio. Euro), 2019 (1.056 Mio. Euro) und 2020 (1.031 Mio. Euro) wurde jeweils die Milliardenmarke überschritten.